# Siletz rezervátum
A Siletz rezervátum az USA Oregon államának Lincoln megyéjében, Siletztől keletre fekvő indián rezervátum. A 15,2 km2-es terület fenntartója a siletz törzsszövetség.

## Történet
Franklin Pierce elnök 1855 novemberében elrendelte az őslakosok áttelepítését a Tillamook megyétől Florence-ig húzódó rezervátumba. A lakosság növekedésével a rezervátumokba fehér bőrű bevándorlók is költözhettek; ezen területek egy részét az őslakosok később újra benépesítették.
Az 1887-es Dawes Act az őslakosoknak családonként 65 hektárt biztosított; a többi területre bevándorlók költözhettek.

## Életmód és kultúra
A törzs tagjainak lehetősége van a lakóházak megvásárlására és bérlésére, valamint idősek otthonát is létrehoztak. Az őslakosok legjelentősebb eseménye az augusztus második hétvégéjén megrendezett pow-wow.
A törzsszövetség kaszinót tart fenn.

## Oktatás
A Siletz Valley Early College Academy (más néven Siletz Valley School) a Lincoln megyei Tankerület része. Az éveken át zárva tartó intézmény 2006-os újranyitását a kaszinó finanszírozta.

## Fordítás
- Ez a szócikk részben vagy egészben  a   Siletz Reservation című angol Wikipédia-szócikk ezen változatának fordításán alapul.  Az eredeti cikk szerkesztőit annak laptörténete sorolja fel. Ez a jelzés csupán a megfogalmazás eredetét és a szerzői jogokat jelzi, nem szolgál a cikkben szereplő információk forrásmegjelöléseként.